# Opistognathus
Opistognathus är ett släkte av fiskar. Opistognathus ingår i familjen Opistognathidae.

## Dottertaxa tillOpistognathus, i alfabetisk ordning[1]
- Opistognathus adelus
- Opistognathus afer
- Opistognathus alleni
- Opistognathus aurifrons
- Opistognathus brasiliensis
- Opistognathus brochus
- Opistognathus castelnaui
- Opistognathus crassus
- Opistognathus cuvierii
- Opistognathus cyanospilotus
- Opistognathus darwiniensis
- Opistognathus decorus
- Opistognathus dendriticus
- Opistognathus dipharus
- Opistognathus elizabethensis
- Opistognathus evermanni
- Opistognathus eximius
- Opistognathus fenmutis
- Opistognathus fossoris
- Opistognathus galapagensis
- Opistognathus gilberti
- Opistognathus hongkongiensis
- Opistognathus hopkinsi
- Opistognathus inornatus
- Opistognathus iyonis
- Opistognathus jacksoniensis
- Opistognathus latitabundus
- Opistognathus leprocarus
- Opistognathus liturus
- Opistognathus lonchurus
- Opistognathus longinaris
- Opistognathus macrognathus
- Opistognathus macrolepis
- Opistognathus margaretae
- Opistognathus maxillosus
- Opistognathus megalepis
- Opistognathus melachasme
- Opistognathus mexicanus
- Opistognathus muscatensis
- Opistognathus nigromarginatus
- Opistognathus nothus
- Opistognathus panamaensis
- Opistognathus papuensis
- Opistognathus punctatus
- Opistognathus randalli
- Opistognathus reticeps
- Opistognathus reticulatus
- Opistognathus rhomaleus
- Opistognathus robinsi
- Opistognathus rosenbergii
- Opistognathus rosenblatti
- Opistognathus rufilineatus
- Opistognathus scops
- Opistognathus seminudus
- Opistognathus signatus
- Opistognathus simus
- Opistognathus smithvanizi
- Opistognathus solorensis
- Opistognathus stigmosus
- Opistognathus walkeri
- Opistognathus variabilis
- Opistognathus verecundus
- Opistognathus whitehursti